# Matthew Prior
Pour les articles homonymes, voir Prior.
Matthew Prior (né le 21 juillet 1664 – mort le 18 septembre 1721) est un poète et un diplomate anglais de l’époque de la Restauration.

## Biographie
L’un de ses camarades de classe était Charles Montagu. Les deux jeunes gens, en 1687, écrivirent ensemble une satire intitulée City Mouse and Country Mouse (« Souris de ville et souris de campagne ») et dont l’objectif était de ridiculiser La Biche et la Panthère de John Dryden. L’époque était favorable aux satiristes audacieux : Montagu fut distingué à la cour, et trois ans plus tard Prior devint secrétaire à l’ambassade de La Haye. Après avoir passé quatre ans à ce poste, Matthew Prior devint courtisan et exerça des charges honorifiques à la chambre du roi. 
L’auteur avait une excellente maîtrise du français, et passa quelque temps à Paris auprès de l’ambassadeur anglais. Bien que ses devoirs professionnels aient contribué à ne faire plus de lui, selon ses propres termes, qu’un « poète par accident », Prior continua à recourir occasionnellement aux vers pour entretenir sa réputation en ce domaine. On lui doit notamment une élégie dédiée à la reine Marie II d'Angleterre en 1695, une version satirique de l’Ode sur la prise de Namur de Nicolas Boileau, quelques lignes sur une tentative d’assassinat de Guillaume III en 1696 et une brève pièce de théâtre intitulée The Secretary.
Prior s’engagea dans une brillante carrière politique au sein du parti Tory. 
Il fut en 1710 l'un des premiers rédacteurs du journal Examiner, lancé par les Tories pour contrer la presse du parti Whig, qui comptait aussi parmi ses journalistes le philosophe et politicien Henri Saint Jean de Bolingbroke et Francis Atterbury, chapelain du roi Guillaume III d'Orange-Nassau. 
À la suite de la mort d’Anne de Grande-Bretagne et au retour au pouvoir des Whigs, il fut écarté du pouvoir par Robert Walpole et étroitement surveillé pendant deux ans, jusqu’en 1717. Au cours de son emprisonnement, fidèle à sa philosophie optimiste de la vie, il rédigea son plus long poème humoristique, Alma, or The Progress of the Mind (« Alma, ou le Progrès de l’Esprit »). Le texte, ainsi que le recueil Solomon, and other Poems on several Occasions, furent publiés en 1718. Le bénéfice qu’il tira de cette opération permit à Prior de vivre les dernières années de sa vie dans le confort.

## Œuvre
Les poèmes de Prior sont d’une considérable variété, démontrant souvent une grande érudition et un talent certain. Les plus ambitieux, Solomon et Nut-Brown Maid furent finalement les moins populaires. Mais Alma, parodie du style de Samuel Butler, constitue un condensé d’humour, de tours d’esprit et d’allusions bien placées. La maîtrise du distique octosyllabique y surpasse celle de Jonathan Swift ou Alexander Pope. 
- Poems on several occasions, London, J. Tonson, 1713
- Salomon de mundi vanitate. Poema Matthei Prior, Latine redditum, per Guil. Dobson, Oxoniae : e theatro Sheldoniano, 1734
- The History of his own time, compiled from the original manuscripts, of Matthew Prior, and J. Bancks. Revised and signed by himself, and copied fair for the press by Mr. Adrian Drift, his executor, Dublin, G. Risk, 1740
- The Poetical works of Matthew Prior, in three volumes, with the life of the author, Edinburg, at the Apollo Press, by the Martins, 1777
- The Literary works of Matthew Prior, edited by H. Bunker Wright and Monroe K. Spears, with the assistance of A. Brandon Conron for the Latin works, Oxford, Clarendon press, 1959